# Burni Genting Kera
Burni Genting Kera är ett berg i Indonesien.   Det ligger i provinsen Aceh, i den västra delen av landet, 1 600 km nordväst om huvudstaden Jakarta. Toppen på Burni Genting Kera är 1 225 meter över havet, eller 169 meter över den omgivande terrängen. Bredden vid basen är 3,2 km.
Terrängen runt Burni Genting Kera är huvudsakligen kuperad, men åt sydväst är den bergig. Trakten runt Burni Genting Kera är nära nog obefolkad, med mindre än två invånare per kvadratkilometer. I omgivningarna runt Burni Genting Kera växer i huvudsak städsegrön lövskog.